# سوپرمن و مردان کورموش
سوپرمن و مردان کورموش (به انگلیسی: Superman and the Mole Men) یک فیلم مستقل سیاه‌وسفید ابرقهرمانی محصول سال ۱۹۵۱ به کارگردانی لی شولم و تهیه کنندگی برنی ساریکی است که توسط لیپر پیکچرز منتشر شد. در این فیلم جرج ریوز و فیلیس کوتس به ترتیب به ایفای نقش سوپرمن و لوئیس لین میپردازند. این نخستین فیلم بلند براساس شخصیت های دی سی کامیکس به شمار میرود.
داستان فیلم شامل خبرنگاران کلارک کنت (جورج ریوز) و لوئیس لین (فیلیس کوتس) است که به شهر کوچک سیلسبی می رسند تا شاهد حفاری عمیق ترین چاه نفت جهان باشند. با این حال، این مته به خانه زیرزمینی نژادی از انسان‌نماهای کوچک و طاس که از روی کنجکاوی، شب‌ها به سطح زمین صعود می‌کنند، نفوذ کرده است. آنها در تاریکی می درخشند، و باعث ترس مردم محلی می شوند، و گروهی را تشکیل می دهند که قصد کشتن این بازدیدکنندگان عجیب و غریب را دارند. فقط سوپرمن می تواند برای جلوگیری از یک تراژدی مداخله کند.